# Scapania hians
Scapania hians là một loài rêu tản trong họ Scapaniaceae. Loài này được K. Müller miêu tả khoa học lần đầu tiên năm 1905.